# Horornis
A Horornis a madarak osztályának verébalakúak (Passeriformes) rendjébe és a berkiposzátafélék (Cettiidae) családba tartozó nem. Korábban a Cettia nembe sorolták a ide tartozó fajokat.

## Rendszerezésük
A nemet Brian Houghton Hodgson angol ornitológus írta le 1845-ben, az alábbi 13 faj tartozik ide:
- hegyi berkiposzáta (Horornis fortipes)
- olajzöld berkiposzáta (Horornis flavolivaceus)
- Müller-berkiposzáta (Horornis vulcanius)
- Hume-berkiposzáta (Horornis brunnescens)
- sárgahasú berkiposzáta (Horornis acanthizoides)
- mandzsu berkiposzáta (Horornis borealis)
- Fülöp-szigeteki berkiposzáta (Horornis seebohmi)
- japán berkiposzáta (Horornis diphone)
- palaui berkiposzáta (Horornis annae)
- Tanimbar-szigeteki berkiposzáta (Horornis carolinae)
- San Cristóbal-szigeti berkiposzáta (Horornis parens)
- bougainville-szigeteki berkiposzáta (Horornis haddeni)
- fidzsi berkiposzáta (Horornis ruficapilla)